# Lac de Nino
Der Lac de Nino (korsisch Lavu di Ninu) ist ein See auf Korsika im Regionalen Naturpark Korsika (Département Haute-Corse) in der Gemeinde Corte. Mit dem Nordufer grenzt er an die Gemeinde Casamaccioli. Er befindet sich auf dem Hochtal plateau du Camputile am Fernwanderweg GR 20. Von der Staatsstraße D 84 aus ist er in knapp zwei Stunden Fußmarsch zu erreichen. Startpunkt ist das Forsthaus Popaghja in 1120 m Höhe, das auf halber Strecke zwischen den Niolu-Dörfern und dem Pass über den Col de Vergio liegt.

## Geographie
Der Bergsee auf der Meereshöhe von 1743 m hat eine Fläche von 6,5 ha und eine maximale Tiefe von 11 m. Er ist fünf bis sechs Monate im Jahr zugefroren und bildet das Quellsammelbecken des Flusses Tavignano.
Der Lac de Nino ist glazialen Ursprungs und von alten Moränen umgeben. Ein Niedermoor mit mäandernden Schmelzwasserzuflüssen umgibt den nördlichen Teil des Sees. Es finden sich dort Laichkräuter und Fieberkleegewächse.

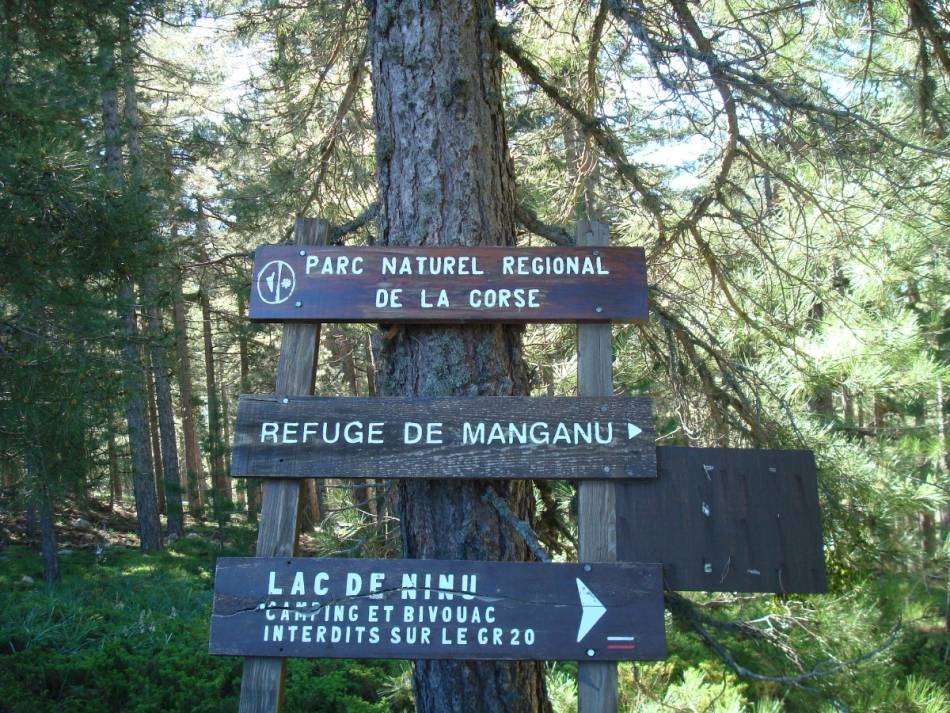
Start des Wanderwegs zum Lac de Nino
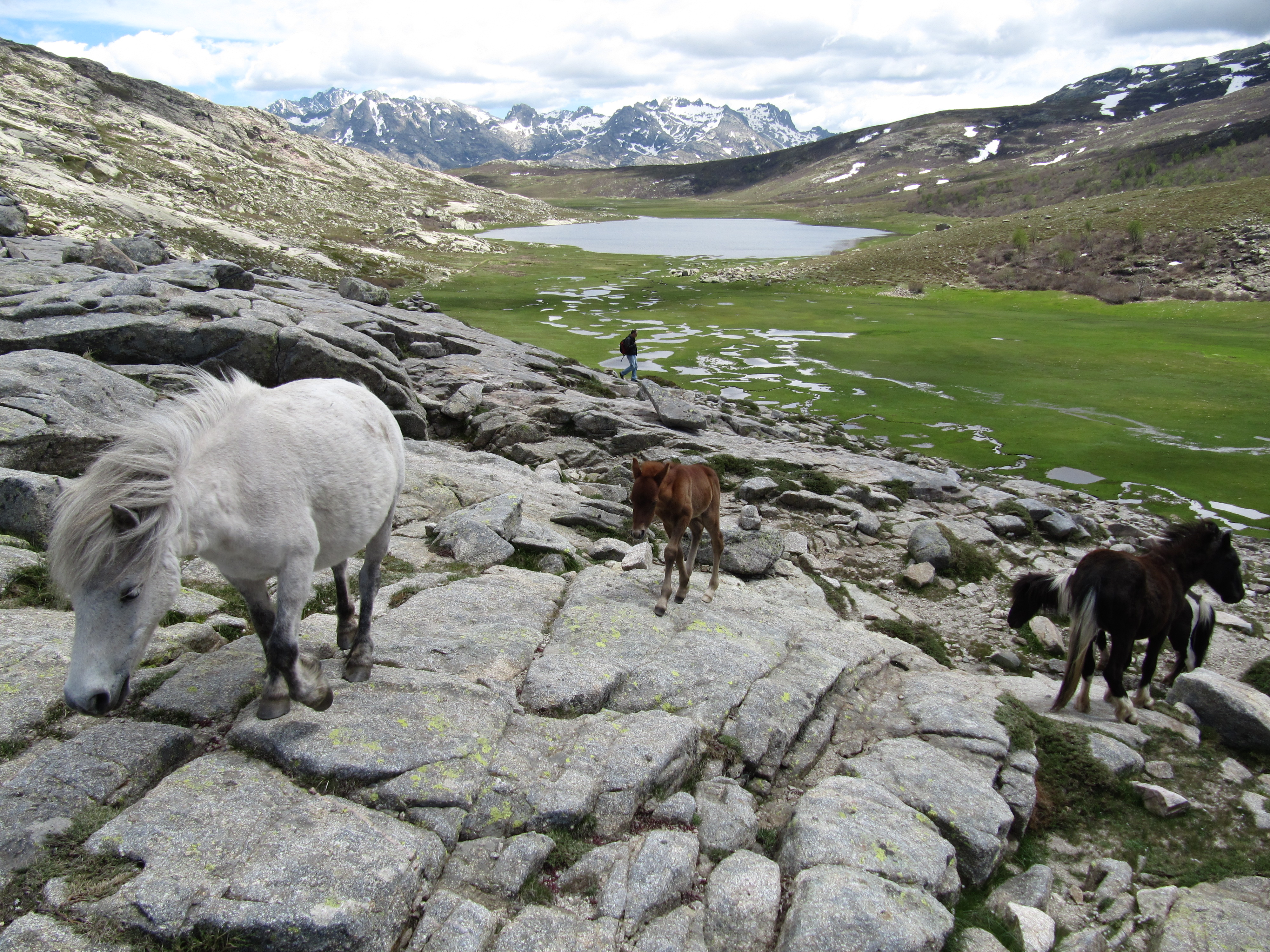
See vom nordwestlichen Grat aus gesehen, mit dort weidenden Pferden im Vordergrund
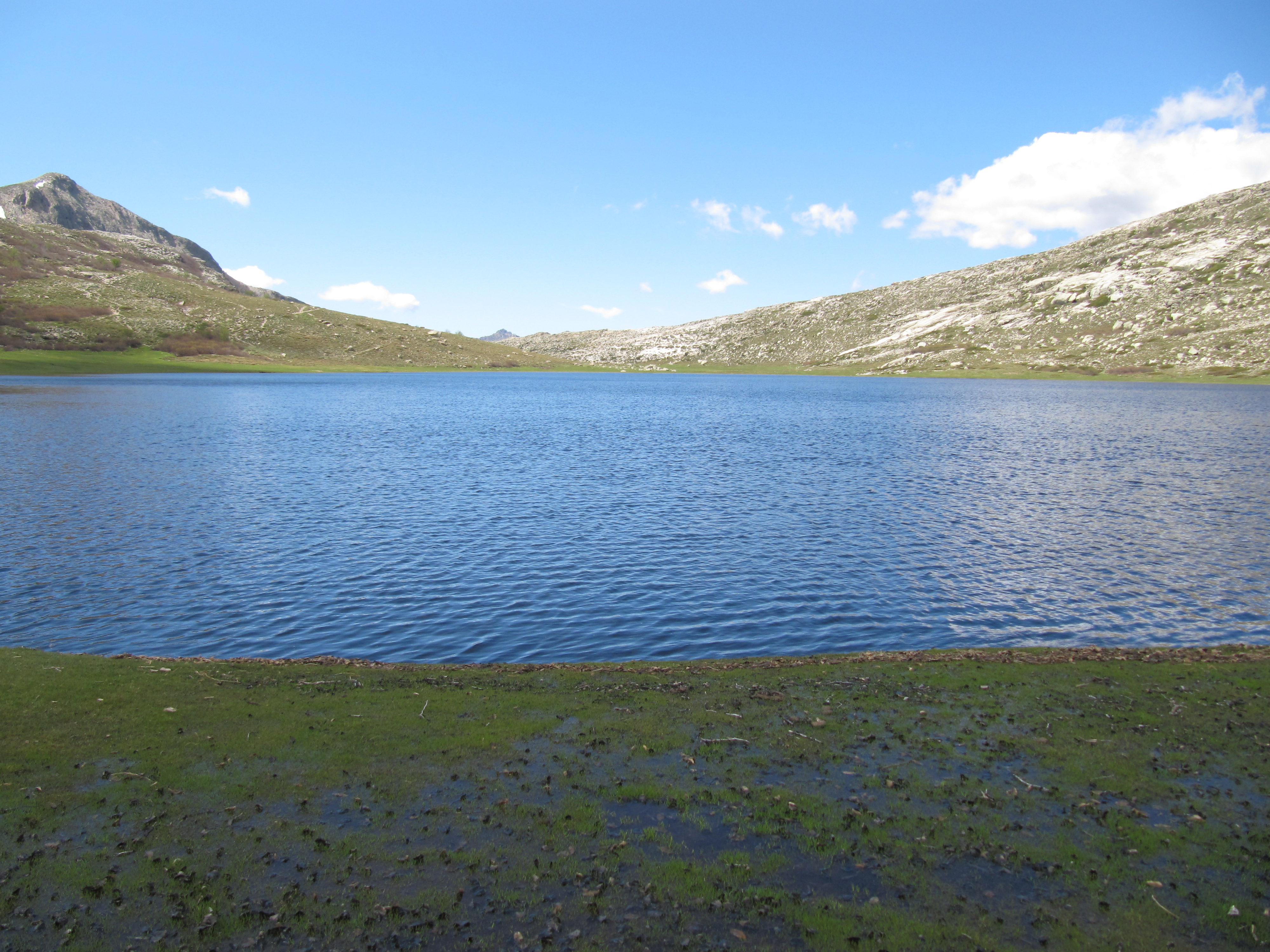
See vom Südosten aus gesehen
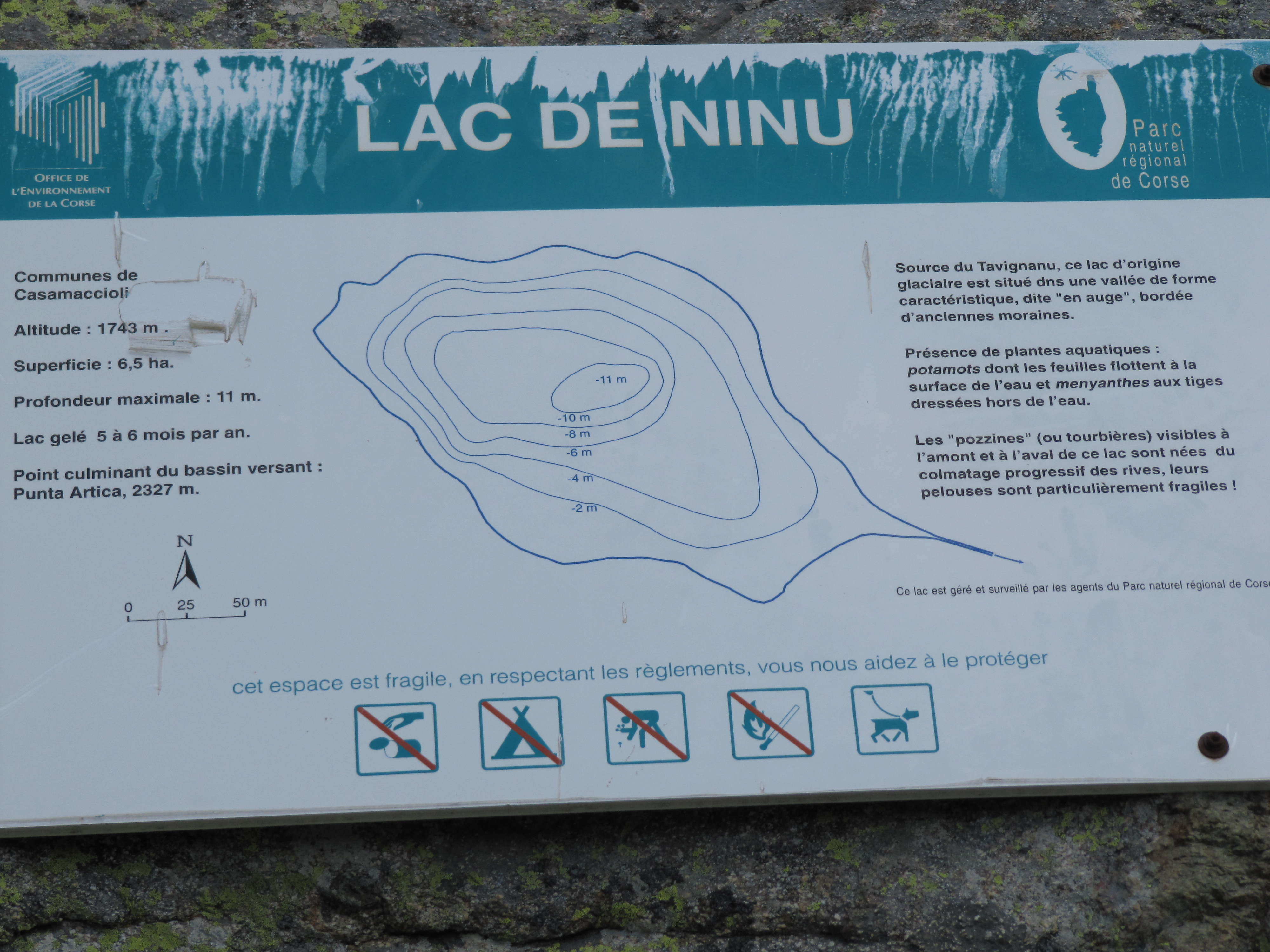
Informationsschild zum See in der Nähe des Lac de Nino
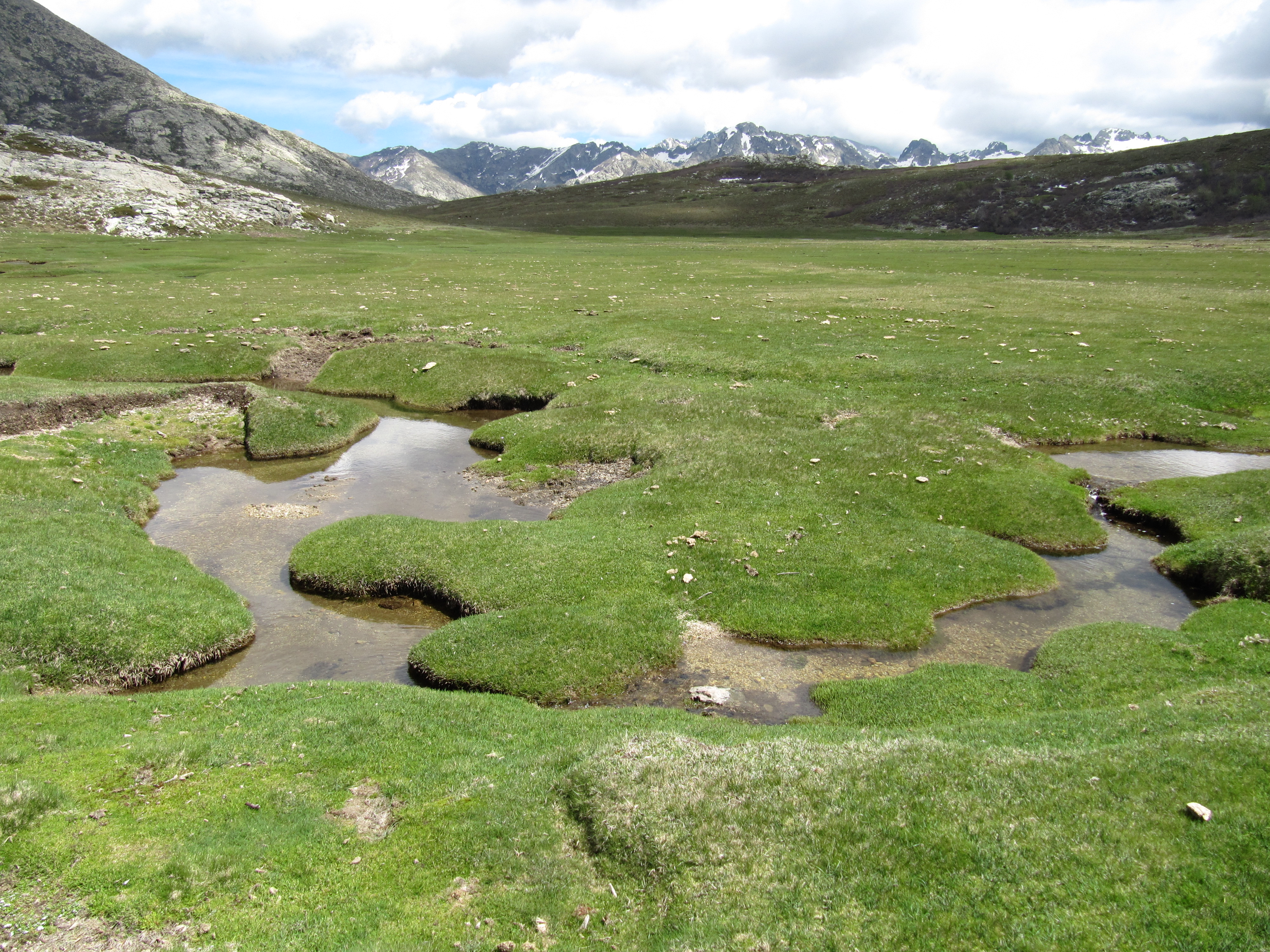
Schmelzwasserzuflüsse mäandern zum See.